# Kulturkriminologi
Kulturkriminologiär ett postmodernt, teoretiskt perspektiv inom kriminologin som tillhör den kritiska skolan. Perspektivet cultural criminology handlar om att placera brottsligheten och kontrollen i samhället i sin kulturella kontext; det vill säga brott och de myndigheter och institutioner som är involverade i brottsbekämpning ses som kulturellt konstruerade produkterna. Perspektivet utforska hur de många sätt som dagens kulturer har kommit att internalisera förståelsen av kriminalitet och nödvändiga brottspreventiva medel.
Inom kulturkriminologi är porträtteringen av brottsligheten och budskapet i porträtteringen som ett socialt problem centralt att studera; bland annat studier av media och den fascinationen som finns hos publiken för det våld och de brott som visas samt på vilket sätt våld och brott är ett konstruerat nöje som paketeras och säljs. 
Det kulturkriminologiska teoretiska perspektivet ger en fundamental kritik av den etablerade administrativa kriminologins rational choice-teori som menar att människans avvikelse och brottsbenägenhet är något vardagligt, nyttoorienterat och kommer av tristess.  En kulturkrimonologisk analys av brottslighetens orsaker är att det avvikande beteendet styrs av sociala och hedonistiska behov samt den spänning som uppstår i och med lagöverträdelsen i en given kontext.